# 생테냥나팔귀박쥐
생테냥나팔귀박쥐(Kerivoula agnella)는 애기박쥐과에 속하는 박쥐의 일종이다. 파푸아뉴기니에서만 발견되며, 육지가 아닌 섬에서만 발견된다. 퍼거슨 섬과 바나티나이 섬, 우들라크 섬, 미시마 섬에서 발견된 기록이 있다. 자연 서식지는 아열대 또는 열대 기후 지역의 건조림이다.